# Јано (Фиренца)
Јано је насеље у Италији у округу Фиренца, региону Тоскана.
Према процени из 2011. у насељу је живело 80 становника. Насеље се налази на надморској висини од 309 м.